# Haruo Sotozaki
Haruo Sotozaki (Nhật: 外崎春雄 Hepburn: Sotozaki Haruo) là một đạo diễn phim và anime người Nhật Bản. Ông đã bắt đầu sự nghiệp của mình vào năm 2004 với bộ anime Ninja Nonsense. Vào năm 2019, ông đã đảm nhận vai trò đạo diễn cho bộ anime Thanh gươm diệt quỷ, cũng như bộ phim chiếu rạp, Thanh gươm diệt quỷ: Chuyến tàu vô tận vào năm 2020, sau đó bộ phim đã gặt hái được nhiều giải thưởng lớn.

## Sự nghiệp

### Series truyền hình
- X (2002–2003) (đạo diễn tập phim)[1]
- Ninja Nonsense (ニニンがシノブ伝 Ninin ga Shinobuden?) (2004) (đạo diễn)[2]
- Tales of Symphonia: The Animation (テイルズ オブ シンフォニア The Animation Teiruzu Obu Shinfonia The Animation?) (2007–2012) (đạo diễn)[3]
- Tales of Zestiria the X ( テイルズ オブ ゼスティリア ザ クロス Teiruzu Obu Zesutiria Za Kurosu?) (2016–2017) (đạo diễn)[3]
- Thanh gươm diệt quỷ (鬼滅の刃 Kimetsu no Yaiba?) (2019–nay) (đạo diễn)[4]

### Phim
- Thanh gươm diệt quỷ: Chuyến tàu vô tận (劇場版「鬼滅の刃」 無限列車編 Gekijō-ban "Kimetsu no Yaiba" Mugen Ressha-hen?) (2020) (đạo diễn)[5]

### Trò chơi điện tử
- Disgaea 2: Cursed Memories (魔界戦記ディスガイア2 Makai Senki Disugaia Tsū?) (2006) (đạo diễn phần hoạt họa, thiết kế nhân vật, biên kịch, đạo diễn hình ảnh, đạo diễn hoạt hình, hoạt hình phần mở đầu)

## Giải thưởng
| Năm  | Giải thưởng                                        | Danh mục                                            | Tác phẩm                                                                 | Kết quả   | Nguồn  |
| ---- | -------------------------------------------------- | --------------------------------------------------- | ------------------------------------------------------------------------ | --------- | ------ |
| 2019 | Giải thưởng Newtype Anime lần thứ 9                | Đạo diễn xuất sắc nhất                              | Thanh gươm diệt quỷ                                                      | Đoạt giải | [ 6 ]  |
| 2020 | Crunchyroll Anime Awards lần thứ 4                 | Anime của năm                                       | Thanh gươm diệt quỷ                                                      | Đoạt giải | [ 7 ]  |
| 2020 | Tokyo Anime Awards Festival                        | Hoạt hình được chiếu trên truyền hình xuất sắc nhất | Thanh gươm diệt quỷ                                                      | Đoạt giải | [ 8 ]  |
| 2020 | Hochi Film Award lần thứ 45                        | Phim hoạt hình xuất sắc nhất                        | Thanh gươm diệt quỷ: Chuyến tàu vô tận                                   | Đoạt giải | [ 9 ]  |
| 2020 | Nikkan Sports Film Award for Yūjirō Ishihara Award | Đạo diễn xuất sắc nhất                              | Thanh gươm diệt quỷ: Chuyến tàu vô tận                                   | Đoạt giải | [ 10 ] |
| 2021 | Japan Academy Film Prize lần thứ 44                | Phim hoạt hình của năm                              | Thanh gươm diệt quỷ: Chuyến tàu vô tận                                   | Đoạt giải | [ 11 ] |
| 2021 | Mainichi Film Awards                               | Phim hoạt hình xuất sắc nhất                        | Thanh gươm diệt quỷ: Chuyến tàu vô tận                                   | Đề cử     | [ 12 ] |
| 2021 | Satellite Awards lần thứ 25                        | Hình ảnh, hoạt hình xuất sắc nhất                   | Thanh gươm diệt quỷ: Chuyến tàu vô tận                                   | Đề cử     | [ 13 ] |
| 2021 | Tokyo Anime Awards Festival                        | Đạo diễn xuất sắc nhất                              | Thanh gươm diệt quỷ: Chuyến tàu vô tận                                   | Đoạt giải | [ 14 ] |
| 2021 | Newtype Anime Awards lần thứ 11                    | Đạo diễn xuất sắc nhất                              | Thanh gươm diệt quỷ: Chuyến tàu vô tận                                   | Đoạt giải | [ 15 ] |
| 2022 | Newtype Anime Awards lần thứ 12                    | Đạo diễn xuất sắc nhất                              | Thanh gươm diệt quỷ: Chuyến tàu vô tận Thanh gươm diệt quỷ: Kỹ viện trấn | Đoạt giải | [ 16 ] |
| 2023 | Crunchyroll Anime Awards lần thứ 7                 | Đạo diễn xuất sắc nhất                              | Thanh gươm diệt quỷ: Kỹ viện trấn                                        | Đoạt giải | [ 17 ] |